# Tula orthohantavirus
Tula orthohantavirus (англ.), ранее Tula virus, — вид вирусов из семейства Hantaviridae порядка Bunyavirales. Распространён в Центральной России, хотя случаи заражения были также зафиксированы в Швейцарии и Германии. У человека вирус вызывает геморрагическую лихорадку с почечным синдромом, хотя заболевание часто протекает в очень лёгкой форме.
Вирус был обнаружен российским биологом Александром Плюсниным в 1987 году в Туле. Дальнейшие исследования показали, что около 10 % всей популяции полёвок (в том числе в Европе) заражены этим вирусом. В 2017 году в связи с выделением порядка Bunyavirales и ревизией рода Hantavirus название вида изменено, как и у большинства других относящихся к порядку таксонов.
Естественным резервуаром Tula hantavirus является обыкновенная полёвка.